# Ґреґорі Менґін
Ґреґорі Менґін (англ. Gregory Mangin; 1 листопада 1907 — 27 жовтня 1979) — колишній американський тенісист.
Найвищу одиночну позицію світового рейтингу — 5 місце досяг 1933 року (у США).
Найвищим досягненням на турнірах Великого шолома був фінал в парному розряді.

## Фінали турнірів Великого шолома

### Парний розряд (1 поразка)
| Результат | Рік  | Турнір        | Покриття | Партнер     | Суперники                   | Рахунок       |
| --------- | ---- | ------------- | -------- | ----------- | --------------------------- | ------------- |
| Поразка   | 1931 | Чемпіонат США | Трава    | Берклі Белл | Джон Ван Рин Вілмер Еллісон | 4–6, 3–6, 2–6 |